# Kniha jubileí

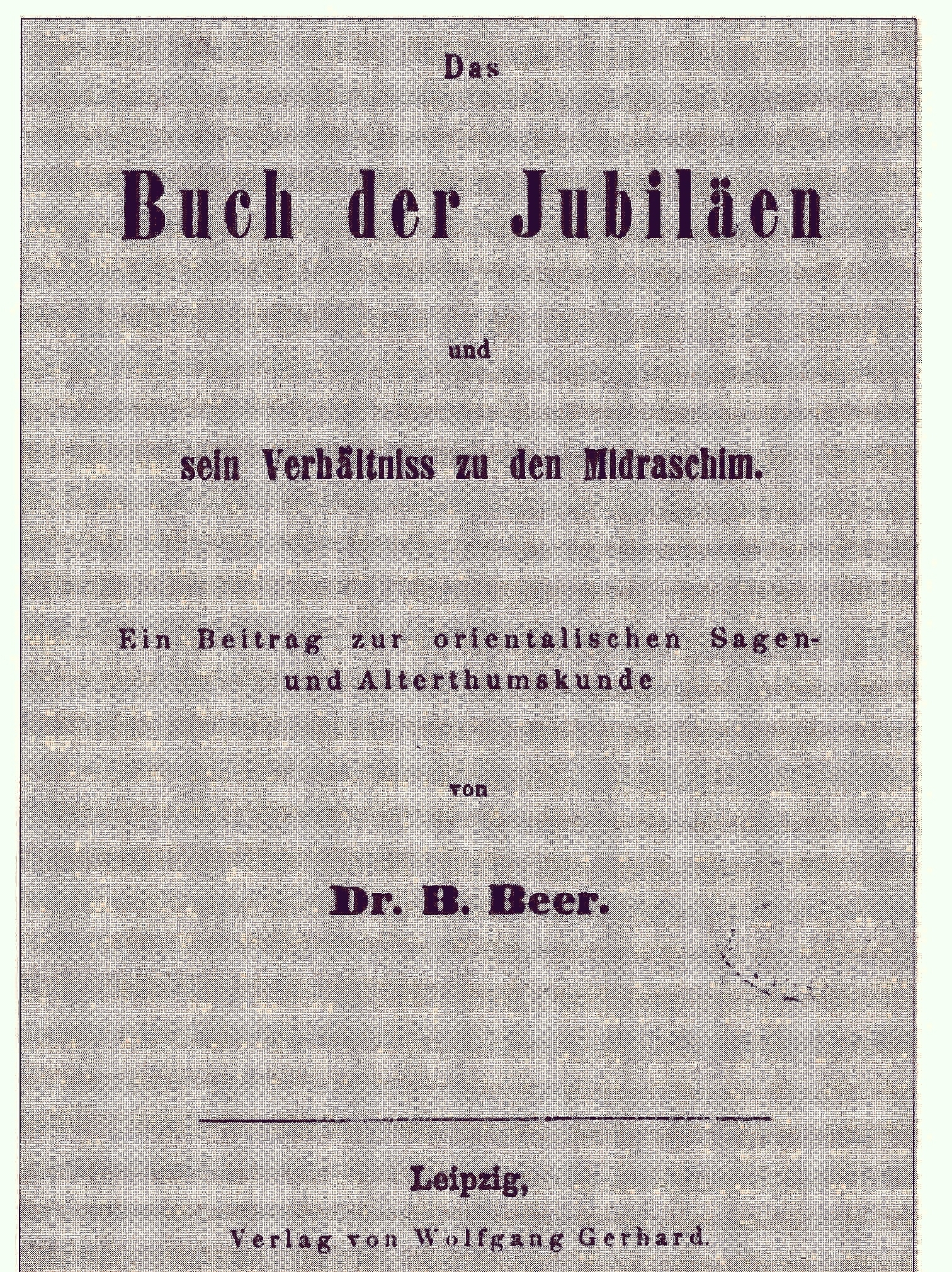
Bernhard Beer Kniha Jubileí a její vztah k midrašům, 1856.

Kniha jubileí nebo jen Jubilea či Malá Genese je původně hebrejsky psaný spis, který se v úplnosti dochoval pouze v etiopském znění. Toto etiopské znění vzniklo zřejmě z řeckého překladu, stejně jako latinské znění, jež znali staří církevní otcové a jež se dochovalo jen ve zlomcích. Ve 20. století byly v kumránských jeskyních nalezeny zbytky hned několika hebrejských rukopisů z období sahajícího před náš letopočet. Na základě toho se někteří badatelé domnívají, že byl sepsán členy židovské sekty esejců, jež měla v Kumránu své středisko. Samotná kniha ovšem připisuje autorství Mojžíšovi, jenž ji údajně sepsal na Sinaji na Boží popud.
Název Jubilea je odvozen z hebrejského JOVEL (יוֹבֵל, „léto milostivé“), což je označení časové periody 49 respektive 50 let, do nichž jsou rozděleny popisované dějiny od stvoření světa až po vyjití izraelského národa z egyptského otroctví popsaného v knize Exodus. Popis dějin v knize Jubileí se v podstatě drží podání knihy Genesis a Exodus, látka z Genesis je však rozvinutá po způsobu midrašů, a to jak formou halachy, tak hagady, a proto se pro knihu Jubileí ujal název Malá Genese. Autor knihy klade důraz na plnění Zákona a správné počítání času, jež je podmínkou toho, aby byly ve správné dny slaveny ustanovené svátky, tzn. sobotní den, novoluní (zvláště 1., 4., 7. a 10. měsíce v roce, počítáno od měsíce nisanu), pesach, svátek týdnů, den smíření a svátek stánků. Na rozdíl od současného židovského kalendáře tvoří podle Jubileí plný rok 364 dnů rozdělených do 52 týdnů.
V křesťanských kruzích je kniha Jubileí řazena mezi pseudepigrafy (pojetí protestantské) či apokryfy (pojetí katolické). V rámci judaismu je tento spis považován za první dokumentární důkaz existence zákoníku, jenž je v židovské tradici znám pod označením Sedm noachidských přikázání.